# Museu João de Deus
O Museu João de Deus é uma casa-museu de cariz Bibliográfico, Pedagógico e Artístico. Foi solenemente inaugurado em 12 de Janeiro de 1917. Após a Implantação da República, um grupo de Republicanos abordou o filho do poeta João de Deus, João de Deus Ramos, para concretizar um projecto para a expansão de ideais.  Contaram com a ajuda de Afonso Lopes Vieira, que levou à imprensa a ideia de construção do Museu João de Deus, com dois objectivos: o de ser um monumento ao poeta e também uma biblioteca de apoio à cultura portuguesa.
Da autoria do arquitecto Raul Lino, conta com pinturas de Leal da Câmara.
Os edifícios do Jardim-Escola e Museu João de Deus estão classificados desde 2012 como Monumentos de Interesse Público.

## Espólio
No Museu João de Deus encontramos além de objectos pessoais de João de Deus e de João de Deus Ramos, gessos e outras obras de arte e ainda uma biblioteca histórica. Do acervo bibliográfico, faz parte uma importante série de Métodos de Iniciação à Leitura e ao Cálculo.
- Exibe o arquivo de manuscritos de Teixeira de Queiroz, a correspondência de Maria Amália Vaz de Carvalho, cartas enviadas a João de Barros, obras de Ladislau Patrício. Guarda também uma grande colecção de jornais e publicações periódicas, que documentam aspectos importantes, do século XIX e século XX.

O Museu João de Deus, vem desde 1920 a promover cursos de Didáctica Pré-Primária e desde os anos trinta foram realizadas inúmeras sessões literárias, nomeadamente as «Tardes dos Poetas», palestras, debates, sessões de homenagem, conferências
Biblioteca

## Biblioteca
A Biblioteca do Museu João de Deus, em processo de informatização, conta com monografias, publicações periódicas, fotografias, manuscritos e material cartográfico, e um acervo documental vasto na área das Ciências da Educação (História da Educação, Formação de Professores, Psicologia Infantil, Pedagogia, Métodos de Iniciação à Leitura e à Escrita, etc.), da História e Literatura, Religião e Filosofia, pedagógicas e literárias.

## Escola Superior de Educação João de Deus
A Escola Superior de Educação João de Deus é uma entidade sem fins lucrativos. É propriedade da Associação de Jardins-Escola João de Deus (Instituição Particular de Solidariedade Social - IPSS), que conta com mais de um século de existência.

## Ludotecas João de Deus
A Associação de Jardins-Escola João de Deus tem também um projecto itinerante e pioneiro, que está a proporcionar actividades de tempos livres a crianças e jovens de idades compreendidas entre os 3 e os 12 anos oriundos de comunidades em situação de exclusão. O programa funciona com duas ludotecas móveis, durante todas as tardes em caravanas equipadas com livros, jogos, computadores e equipamento audiovisual.

## Prémios
A Associação de Jardins-Escolas João de Deus venceu com o Programa ATL Itinerante - Ludotecas o prémio Manus Cais para a melhor Organização / Instituição social de 2004.
Menções Honoríficas
- 1991 - O Ministro da Educação, Roberto Carneiro, atribuiu à Associação uma menção honrosa no grau de Mérito Pedagógico:
- 1997 - A Organização das Nações Unidas para a Educação, Ciência e Cultura, reunida na sua sede na UNESCO, em Paris, agraciou a Associação de Jardins-Escola João de Deus com o prémio de alfabetização Norma e Rei Sejong, destinado a homenagear as Instituições, Organizações ou Pessoas que se tenham distinguido na luta contra o analfabetismo de forma particularmente meritória.

António de Deus Ramos Ponces de Carvalho é o Presidente da instituição e seu Director.

## Informação adicional
O Museu está aberto ao público gratuitamente, de 2ª a 6ª feira.

## Ligação externa
- Sítio do Museu João de Deus